# Lecanora juniperina
Lecanora juniperina är en lavart som beskrevs av Sliwa. Lecanora juniperina ingår i släktet Lecanora och familjen Lecanoraceae.   Inga underarter finns listade i Catalogue of Life.